# Martín Giménez

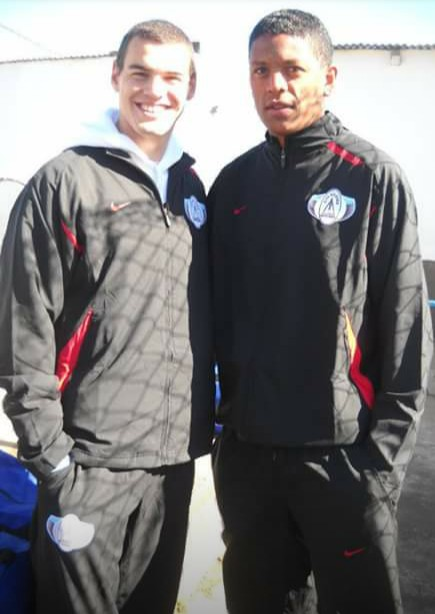
El Tanque en Atlas junto con su compañero de ataque Wilson Severino

Martín Andrés Giménez (Buenos Aires, Argentina; 30 de septiembre de 1988) es un futbolista argentino que actualmente se desempeña en Talleres (RdE).
Se ha ganado el apodo de "Tanque" en su paso por el ascenso argentino debido a su gran porte físico y también es conocido como "El Látigo" por la potencia en su pegada característica que demostró en Quilmes Atlético Club de la Primera División Argentina. Este zurdo centrodelantero es el jugador más joven en disputar las cinco categorías del Fútbol Argentino con tan sólo 23 años de edad.

## Club Atlético River Plate

#### Primera División A
Inició su carrera futbolística en las divisiones inferiores del Club Atlético River Plate, en donde se desarrolla futbolísticamente tanto como centrodelantero como volante por la banda izquierda. Con posterioridad a su paso por las divisiones inferiores comienza su carrera como profesional al fichar por el Club Deportivo Armenio de la Primera B Metropolitana en el año 2007.

## Club Deportivo Armenio

#### Primera B Metropolitana
Luego de entrenar con el equipo de primera y con 19 años de edad hace su debut profesional en la Primera B Metropolitana, tercera categoría del Fútbol Argentino, en el conjunto de Ingeniero Maschwitz. A pesar de su corta edad entra en consideración del técnico ingresando desde el banco en algunos encuentros y afianzándose con posterioridad en el once titular del conjunto Tricolor.

## Club Deportivo y Mutual Leandro N. Alem

#### Primera C
En el año 2008 es contratado por el equipo de General Rodríguez de la Primera C del fútbol Argentino. Ya con varios partidos profesionales disputados este centrodelantero es fichado como una joven promesa para el club, haciendo dupla en la delantera del conjunto Lechero con el reconocido jugador 'El Lobo' Daniel Cordone.

## Club Atlético Atlas

#### Primera D
Luego de su paso por Alem es contratado por Atlas, un conjunto que disputa actualmente la última categoría del fútbol de Argentina. La particularidad de esta institución reside en su participación en el programa de Fox Sports Atlas, la otra pasión, consistente en un reality show en donde se retrata el día a día de un equipo humilde que participa de la divisional Primera D. Es justamente aquí donde la campaña del Tanque es destacada, ganándose la confianza del temperamental Director Técnico del equipo Néstor Rematar y convirtiendo 11 goles para un equipo que llegó a la Final del Reducido quedando a sólo un paso de lograr el primer ascenso del club en toda su historia. En aquella temporada compartió el ataque con Wilson Severino, delantero histórico del club y relegó al banco de suplentes a Diego "El Chucky" Leguiza, otro delantero histórico del fútbol del ascenso en la Argentina.

## Quilmes Atlético Club

#### Primera B Nacional
Gracias a sus buenas actuaciones y la muy buena temporada disputada en Atlas se convierte en el pase histórico de la Primera D, desembarcando a los 22 años de edad en el conjunto de zona sur del Gran Buenos Aires que militaba por ese entonces en la Primera B Nacional. Su fichaje por el club Cervecero se debió en gran parte al pedido del por entonces entrenador Ricardo Caruso Lombardi, conocido tanto por sus excentricidades como por su buen ojo a la hora de seleccionar jugadores que disputan los torneos de ascenso del fútbol argentino. La contratación del joven delantero fue noticia por lograr el pase directo de un club de la quinta categoría a uno de la segunda, algo poco usual en un fútbol tan competitivo como es el sudamericano.
La campaña del Látigo en el club Cervecero fue de menor a mayor, teniendo actuaciones destacadas entrando desde el banco de suplentes como la victoria en carácter de visitante contra Club Atlético Huracán en el Estadio Tomás Adolfo Ducó en donde sólo le bastaron unos minutos para generar la jugada que desembocó en el gol de la victoria de su equipo. Gracias a esas actuaciones el DT Caruso Lombardi le da la posibilidad de ser titular hasta el final de la temporada, lo que sería bien aprovechado por el jugador.
Justamente esa temporada marcaría un hito la carrera del delantero, obteniendo con la victoria en la última fecha el ascenso a la Primera División; en consecuencia y con 23 años de edad consigue ser el jugador más joven en la historía del fútbol Argentino en lograr disputar las cinco categorías profesionales de fútbol.

#### Primera División A

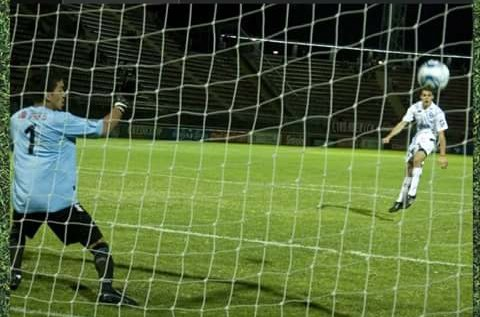
Su primer gol por Copa Argentina en San Juan

En el año 2011 entonces se produce el debut del Látigo en la máxima categoría del Fútbol Argentino, nada menos que con sus 24 años de edad. Su debut tan ansiado se da entrando desde el banco contra el Club Atlético All Boys siendo marcado entre otros por el experimentado defensor Matías Lequi y dando por cumplido un sueño luego de muchos años de esfuerzo personal. Al finalizar la temporada el balance de este delantero nacido en el Gran Buenos Aires es ciertamente positivo, logrando disputar encuentros contra los conjuntos más poderosos de Argentina.

## Club Social y Deportivo Tristán Suárez

#### Primera B Metropolitana
Después de su paso por Quilmes recala en el Club Tristán Suárez otra vez de la mano del reconocido entrenador Ricardo Caruso Lombardi, quien convence al delantero de su proyecto futbolístico en ese club y logra su fichaje en el año 2014. La temporada de Giménez en "El lechero" es buena, logrando una buena cantidad de goles y consiguiendo la continuidad y regularidad que deseaba el jugador.

## Santa Tecla Fútbol Club

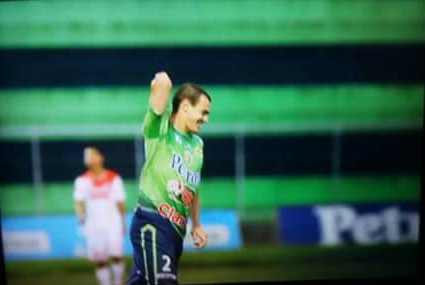
El Látigo festejando un gol en El Salvador

#### Liga Mayor del Salvador
En el año 2015 se produce la primera experiencia del Látigo en el fútbol del exterior, sumándose a las filas del último campeón del Fútbol de El Salvador. Si bien la temporada del equipo no resulta la esperada al no lograr repetir el campeonato, la actuación del delantero es muy destacada logrando 8 goles en 17 partidos disputados del torneo local. A su vez también hace su presentación en el máximo torneo continental de América del Norte la Concacaf Liga Campeones, competición que reúne a los campeones de las máximas categorías de los países de aquella parte del continente como de los Estados Unidos y México entre otros.  
Esta experiencia le otorga un salto de calidad a Giménez dado que le permite disputar encuentros contra poderosos equipos del continente, lo que le brinda un roce internacional al centrodelantero.

## Club Atlético All Boys
Fichado en septiembre de 2017, a los pocos minutos de su debut en el primer equipo -ingresando desde el banco- convierte ante Agropecuario. Luego de una temporada en la que alternó partidos con pocos minutos y titularidad como único punta, rescinde su contrato con el "Albo".

## Club Atlético Talleres (Remedios de Escalada)
A principios de 2021 se transforma en jugador de Talleres (RdE).

## Clubes
| Club              | País        | Año           |
| ----------------- | ----------- | ------------- |
| Deportivo Armenio | Argentina   | 2007          |
| Leandro N. Alem   | Argentina   | 2008          |
| Atlas             | Argentina   | 2009 - 2011   |
| Quilmes           | Argentina   | 2011 - 2013   |
| Tristán Suárez    | Argentina   | 2014          |
| Santa Tecla       | El Salvador | 2015 - 2016   |
| Fénix             | Argentina   | 2016 - 2017   |
| All Boys          | Argentina   | 2017 - 2018   |
| Colegiales        | Argentina   | 2019-2020     |
| Gran Valencia     | Venezuela   | 2020          |
| Talleres (RdE)    | Argentina   | 2021-presente |